# Saison 14 de Détective Conan
 (octobre 2024).
Chronologie
Saison 13 de Détective Conan Saison 15 de Détective Conan
La saison 14 de Détective Conan a été diffusée du 19 janvier 2009 au 26 décembre 2009 (épisodes 521 à 561) sur Nippon TV. Elle est composée de 41 épisodes.
Le vingt-cinquième opening (générique de début) (épisodes 521 à 529) intitulé Revive, est interprété par la chanteuse de J-pop Mai Kuraki. Le vingt-sixième opening (épisodes 530 à 546) intitulé Everlasting Luv, est interprété par le groupe de J-rock BREAKERZ. Le vingt-septième opening (épisodes 547 à 564) intitulé Magic, est interprété par la chanteuse de J-pop Rina Aiuchi. 
Le trente-deuxième ending (épisodes 521 à 529) intitulé Koi gokoro kagayaki nagara, est interprété par le groupe de J-rock Naifu. Le trente-troisième ending (épisodes 530 à 539) intitulé Doing all Right, est interprété par le groupe de J-pop Garnet Crow. Le trente-quatrième ending (générique de fin) (épisodes 540 à 561) intitulé Hikari, est interprété par le groupe de J-rock BREAKERZ.
| No | Titre français | Titre japonais                          | Titre japonais                                 | Date de 1re diffusion |
| No | Titre français | Kanji                                   | Rōmaji                                         | Date de 1re diffusion |
| --- | --- | --------------------------------------- | ---------------------------------------------- | --------------------- |
| 521 - SP28 | Le meurtrier est Shinichi Kudô (épisode spécial de 45 minutes) (files : 646-654/tomes : 62-63)                       | 殺人犯、工藤新一                        | Satsujinhan, Kudo Shinichi                     | 19 janvier 2009       |
| Quelqu'un a envoyé une lettre à Heiji, déclarant avoir trouvé une erreur dans la résolution d'affaire faite par Shinichi Kudô une année plus tot. Les Môri, Heiji, Kazuha et Conan vont donc enquêter. Une fois arrivés sur place, Conan est attiré dans un traquenard. Peu après, un personnage longuement attendu dans le village refait son apparition, mais le jeune détective est toujours porté disparu. | |                                         |                                                |                       |
| 522 - SP29 | Le véritable visage de Shinichi et les larmes de Ran (épisode spécial de 45 minutes) (files : 646-654/tomes : 62-63) | 新一の正体に蘭の涙                      | Shinichi no shoutai ni Ran no namida           | 26 janvier 2009       |
| Les accusations qui pèsent sur Shinichi dans le village se font de plus en plus pressantes. Ran, qui s'est perdue dans la forêt, est sauvée et soignée par une mystérieuse entité. Confronté à ses crimes, le détective de l'Est s'effondre, mais une autre personnalité encore plus attendue fait son apparition et fait la lumière sur l'affaire. Alors qu'ils rentrent tous à Tokyo, une voiture sur l'autoroute se met à racler la barrière de sécurité. Grâce à la vivacité de réaction de Shinichi l'accident est évité. Cependant, le chauffeur est mort et les deux détectives lycéen vont devoir travailler en coopération pour trouver l'assassin. | |                                         |                                                |                       |
| 523 | Ce qu'elle veut vraiment demander (files : 646-654/tomes : 62-63)                                                    | 本当に聞きたいコト                      | Hontou ni kikitai koto                         | 2 février 2009        |
| Heiji et Shinichi résolvent l'affaire de l'automobiliste assassiné. De plus, Ran et Shinichi ont une conversation importante qu'ils ne peuvent plus reporter. Arriveront-ils enfin à se parler? | |                                         |                                                |                       |
| 524 | L'étincelle bleue de la haine – 1re partie (files : 635-637/tome : 61)                                               | 憎しみの青い火花 (前編)                 | Nikushimi no aoi hibana - Zenpen               | 9 février 2009        |
| Grâce à l'intervention de Ai et du professeur, Conan a réussi à garder secrète de Ran son identité, malgré la frayeur de l'affaire précédente. Peu après, le professeur emmène les Detective Boys faire du camping. Alors qu'ils tombent en panne sèche sur le bas-côté, un conducteur à qui ils ont demandé de l'aide les insulte et s'en va. Perdus, ils n'arrivent pas à se décider sur la conduite à prendre pour repartir, quand une explosion se fait ressentir dans la montagne. Pris d'une intuition, Conan va à la poursuite de la voiture qui les à dépassés peu avant, et voit qu'il a là une affaire explosive à résoudre, avec l'aide de l'inspecteur Yuminaga. | |                                         |                                                |                       |
| 525 | L'étincelle bleue de la haine – 2e partie (files : 635-637/tome : 61)                                                | 憎しみの青い火花 (後編)                 | Nikushimi no aoi hibana - Kōhen                | 16 février 2009       |
| 526 | Un cadeau du vrai coupable (files : 641-642/tomes : 61-62)                                                           | 真犯人からの届け物                      | Shinhannin kara no todokemono                  | 23 février 2009       |
| Le frère de Mlle Azusa, la serveuse au café Poirot, est accusé de meurtre. Kogorô et Conan vont faire de leur mieux pour l'aider à prouver son innocence. | |                                         |                                                |                       |
| 527 | Mauvaises intentions cachées derrière un masque                                                                      | 仮面劇に秘めた悪意                      | Kamengeki ni himeta akui                       | 2 mars 2009           |
| Kogorô, Ran & Conan sont invités à la répétition d’une pièce de théâtre muette, « le triomphe de la Folie ». Cette pièce est connue pour être maudite avec au moins un mort systématique. La régisseuse convie Mouri pour que celui-ci enquête sur les récents incidents qui émaillent les répétitions. Lors de l’inspection, Conan part de son côté. Il assiste au plan d’une vengeance folle, mais se fait appréhender et séquestrer dans un sarcophage. Arrivera-t-il à s’en sortir ? La vengeance sanglante du roi se réalisera-elle ? Attention, les masques tombent. | |                                         |                                                |                       |
| 528 | Une énigme résolue par la douceur – 1re partie (files : 643-645/tome : 62)                                           | 柔よく謎を制す (前編)                   | Juu yoku nazo o seisu - Zenpen                 | 9 mars 2009           |
| Eri Kisaki est invitée à la maison d'une cliente, ancienne judoka de niveau internationale. Elle emmène avec elle Conan et Ran. Cependant, le corps du mari de la cliente est retrouvée à leur domicile. Eri essaie d'enquêter sans avoir recours à son mari, qui lui, tente d'aider, à sa manière. | |                                         |                                                |                       |
| 529 | Une énigme résolue par la douceur – 2e partie (files : 643-645/tome : 62)                                            | 柔よく謎を制す (後編)                   | Juu yoku nazo o seisu - Kōhen                  | 16 mars 2009          |
| 530 | La vérité sur la légende urbaine – 1re partie (files : 625-627/tome : 60)                                            | 都市伝説の正体 (前編)                   | Toshi densetsu no shoutai - Zenpen             | 18 avril 2009         |
| Conan, Ran et Sonoko font la rencontre des inspecteurs Takagi et Sato, en surveillance sous couverture dans la rue. Un agresseur en série surnommé "l'homme au marteau" sévit dans le quartier et attaque les jeunes filles aux cheveux longs avec un marteau, d'où son surnom. Conan va aider une fois de plus les forces de police à résoudre l'enquête, tandis que l'inspecteur Takagi apprend des choses sur sa relation avec Sato en parlant avec l'inspecteur Chiba. | |                                         |                                                |                       |
| 531 | La vérité sur la légende urbaine – 2e partie (files : 625-627/tome : 60)                                             | 都市伝説の正体 (後編)                   | Toshi densetsu no shoutai - Kōhen              | 25 avril 2009         |
| 532 | La cicatrice du premier amour (files : 667-673/tome : 64)                                                            | 初恋の傷跡                              | Hatsukoi no kizuato                            | 2 mai 2009            |
| Une riche cliente aveugle vient à l'agence Môri. Elle a annoncé publiquement vouloir donner une grande quantité d'argent à un jeune homme qui lui avait sauvé la vie d'un accident, 30 ans auparavant. Elle se souvient de peu de choses, mais sait qu'il possède une cicatrice faite à cette époque courant le long du corps, d'épaule à épaule, sans savoir si c'est dans le dos ou sur le torse. Deux personnes correspondant à cette description se sont réclamées être ce jeune homme, et elle veut que Kogorô les départage pour retrouver le héros de son enfance. Une fois sur place, Conan se rend compte d'une présence à l'extérieur, et découvre que le quartier général de la police suit l'affaire de très près, elle aussi. 15 ans auparavant, le préfet Matsumoto avait laissé s'échapper un tueur en série qui l'avait éborgné, mais pas sans lui avoir fait une cicatrice sur le corps de part en part, lui aussi. Il ne se souvient plus de rien, si ce n'est que le coupable sifflait souvent une chanson populaire. | |                                         |                                                |                       |
| 533 | La cicatrice qui évoque le passé (files : 667-673/tome : 64)                                                         | 過去を呼ぶ傷跡                          | Kako wo yobu kizuato                           | 9 mai 2009            |
| La lumière est faite sur l'affaire vieille de 30 ans du jeune homme à la cicatrice, qui s'avère ne pas être lié le moins du monde au criminel ayant balafré le préfet Matsumoto. Il ne reste que trois jours à la police pour attraper le criminel à la cicatrice avant la prescription de l'affaire. Alors qu'ils sont allés jouer chez Ayumi, elle et Ai croisent dans l'immeuble un homme correspondant au signalement du criminel recherché, y compris son sifflement. | |                                         |                                                |                       |
| 534 | La nouvelle cicatrice et l'homme qui sifflait (files : 667-673/tome : 64)                                            | 新たな傷跡と口笛の男                    | Arata na kizuato to kuchibue no otoko          | 16 mai 2009           |
| Un psychologue, habitant dans le même bâtiment qu'Ayumi, est retrouvé assassiné à son bureau, après avoir publiquement insulté le criminel recherché au sifflement si caractéristique. Motivé par la promesse d'un rendez-vous avec Sato, l'inspecteur Takagi mène l'enquête avec ferveur, épaulé de Conan. | |                                         |                                                |                       |
| 535 | La vieille cicatrice et l'âme de l'inspecteur (files : 667-673/tome : 64)                                            | 古き傷跡と刑事の魂                      | Furuki kizuato to keiji no tamashii            | 23 mai 2009           |
| L'affaire du tueur en série à la cicatrice, vieille de 15 ans, est en passe de se résoudre. Cependant, l'inspecteur Takagi est pris en otage par un suspect, et l'inspecteur Sato a un très mauvais pressentiment. | |                                         |                                                |                       |
| 536 | Le secret de l'œuvre d'art disparue                                                                                  | 消えた名画の秘密                        | Kieta meiga no himitsu                         | 30 mai 2009           |
| Pendant qu’ils nettoie leur classe lors de l’entretien hebdomadaire, Genta parle à ses amis d’une mystérieuse maison hantée. Mitsuhiko propose alors d’aller la surveiller sur le modèle de la police. | |                                         |                                                |                       |
| 537 | L'Insaisissable Kid contre la plus difficile des chambres fortes – 1re partie (files : 674-676/tomes : 64-65)        | 怪盗キッドVS最強金庫 (前編)             | Kaito Kiddo tai saikyou kinko - Zenpen         | 13 juin 2009          |
| L'Insaisissable Kid et Jirokichi Suzuki s'affrontent une nouvelle fois en duel, cette fois-ci autour d'un coffre-fort bardé de mécanismes, prétendument inviolable et entouré d'un système de sécurité dernier cri. Conan est invité pour démasquer le Kid mais il se pourrait bien que, pour une fois, il laisse repartir sans encombre ce gentleman cambrioleur au grand cœur. | |                                         |                                                |                       |
| 538 | L'Insaisissable Kid contre la plus difficile des chambres fortes – 2e partie (files : 674-676/tomes : 64-65)         | 怪盗キッドVS最強金庫 (後編)             | Kaito Kiddo tai saikyou kinko - Kōhen          | 20 juin 2009          |
| 539 | L'héritage d'un imbécile                                                                                             | 愚か者への遺産                          | Orokamono e no isan                            | 4 juillet 2009        |
| Ran, Kogorô & Conan sont en promenade. Ils montent des escaliers à la recherche d’un temple plein de fleurs. Mais ils sont déçus. Point de fleurs, mais une volée de corbeaux, le bruit sourd d’un revolver et un cadavre énigmatique. | |                                         |                                                |                       |
| 540 | Le jour où Kogorô Môri arrêta son agence de détective – 1re partie                                                   | 毛利小五郎探偵廃業の日 (前編)           | Môri Kogorô tantei haigyou no hi - Zenpen      | 11 juillet 2009       |
| 541 | Le jour où Kogorô Môri arrêta son agence de détective – 2e partie                                                    | 毛利小五郎探偵廃業の日 (後編)           | Môri Kogorô tantei haigyou no hi - Kōhen       | 18 juillet 2009       |
| Une femme visiblement très riche fait irruption à l’agence de détective de Kogorô : elle trouve le détective très attirant et souhaite prendre son service. Prétextant une soudaine affaire, le détective repousse l’échéance. Il est engagé par un vieux monsieur pour retrouver un homme qui est son alibi. Mais Kogorô tarde. Le vieil homme se suicide. Toutefois, est-ce vraiment un suicide ? Un mystère se mêle, les morts s’enchaînent et le célèbre détective Kogorô Mouri, sous le feu des critiques, ferme boutique. | |                                         |                                                |                       |
| 542 | Le Rocher Ikkaku où des poissons disparaissent – 1re partie (files : 664-666/tome : 64)                              | 魚が消える一角岩 (前編)                 | Sakana ga kieru Ikkaku Iwa - Zenpen            | 25 juillet 2009       |
| Les Detective Boys sont allés au large pour une partie de pèche. Subaru vient les chercher à la place du professeur pour les ramener à Tokyo mais, sur le chemin du retour en bateau, ils découvrent le cadavre d'une jeune femme isolé sur un rocher. Le mystérieux étudiant va une fois de plus démontrer ses étonnantes habiletés à la déduction, rivales de celles de Conan. | |                                         |                                                |                       |
| 543 | Le Rocher Ikkaku où des poissons disparaissent – 2e partie (files : 664-666/tome : 64)                               | 魚が消える一角岩 (後編)                 | Sakana ga kieru Ikkaku Iwa - Kōhen             | 1er août 2009         |
| 544 | La main qui joue en désaccord                                                                                        | 不協和音を奏でる手                      | Fukyouwaon o kanaderu te                       | 8 août 2009           |
| Conan, Ran & Kogorô sont dans un hôtel, en vacances, et assistent à un concert en profitant d’amuses-gueules. Après le concert, l’un des musiciens vient à la rencontre du célèbre détective. Il finit par emmener Ran à la « chambre verte », lieux d’entreposage des instruments. Sous une couverture, ils découvrent Yukiko, la chanteuse du groupe, morte. | |                                         |                                                |                       |
| 545 | La Sorcière qui étouffait dans le brouillard – 1re partie (files : 661-663/tome : 63)                                | 霧にむせぶ魔女 (前編)                   | Kiri ni Musebu Majo – Zenpen                   | 5 septembre 2009      |
| Kogorô enquête sur une affaire surnaturelle avec l'inspecteur Yamamura, où une prétendue sorcière sévirait dans le brouillard des montagnes. Derrière cette légende, de nombreux accidents automobiles ont eu lieu à cause de cette fameuse « sorcière » qui entrainerait les conducteurs imprudents dans des ravins. | |                                         |                                                |                       |
| 546 | La Sorcière qui étouffait dans le brouillard – 2e partie (files : 661-663/tome : 63)                                 | 霧にむせぶ魔女 (後編)                   | Kiri ni musebu majo – Kōhen                    | 12 septembre 2009     |
| 547 | Deux jours avec le coupable – Premier jour                                                                           | 犯人との二日間 (一日目)                 | Hannin to no futsukakan – Ichinichime          | 19 septembre 2009     |
| Après une mission crapuleuse, un sous fifre (Oomine) décide de se rebeller pour emporter une part plus grande du jackpot. Mais par inadvertance, ce dernier tue son employeur. Afin de profiter d’une réduction de 20% sur les crèmes glacées, Sonoko et Ran emmènent Conan avec elles. Conan découvre en espionnant Takagi qu’Oomine est en fuite et a enlevé une petite fille. Dans le parking souterrain, Conan réussi à la sauver, mais se fait enlever à son tour. | |                                         |                                                |                       |
| 548 | Deux jours avec le coupable – Deuxième jour                                                                          | 犯人との二日間 (二日目)                 | Hannin to no Futsukakan – Futsukame            | 26 septembre 2009     |
| Conan-kun apprend de plus en plus de son ravisseur. Mais la traque continue. Ran retrouve Conan, mais à quel prix ? | |                                         |                                                |                       |
| 549 | Le mystère des sushis tournants – 1re partie (files : 655-657/tome : 63)                                             | 回転寿司ミステリー (前編)               | Kaiten zushi misuterī – Zenpen                 | 3 octobre 2009        |
| Le professeur Agasa emmène les Detective Boys dans un restaurant de sushi, où les aliments tournent sur un tapis roulant devant les clients. Alors qu'ils sont sur le point de s'en aller, un des clients tombe raide mort, empoisonné. Conan mène l'enquête pour savoir comment le coupable a fait pour assassiner une personne précise, dans un lieu où les plats peuvent être pris par tous. | |                                         |                                                |                       |
| 550 | Le mystère des sushis tournants – 2e partie (files : 655-657/tome : 63)                                              | 回転寿司ミステリー (後編)               | Kaiten zushi misuterī – Kōhen                  | 10 octobre 2009       |
| 551 | Le coupable est le père de Genta – 1re partie (files : 658-660/tome : 63)                                            | 犯人は元太の父ちゃん (前編)             | Hannin wa Genta no touchan – Zenpen            | 17 octobre 2009       |
| Un homme riche du nom de Kojima (comme Genta) se fait voler un paravent très précieux, faisant partie d'un ensemble. Il soupçonne le coupable de porter le même nom que lui et, pour tenter de le retrouver, il organise un concours pour tous les Kojimas du japon, avec à la clé la deuxième partie de l'ensemble volé. Cet homme riche est cependant assassiné, et Conan va résoudre l'enquête pour laver de tous soupçons le père de son camarade. | |                                         |                                                |                       |
| 552 | Le coupable est le père de Genta – 2e partie (files : 658-660/tome : 63)                                             | 犯人は元太の父ちゃん (後編)             | Hannin wa Genta no touchan – Kōhen             | 24 octobre 2009       |
| 553 | La salle d'interrogatoire                                                                                            | ザ・取調室                              | Za・torishirabeshitsu                          | 31 octobre 2009       |
| Après avoir purgé sa peine, un meurtrier arrêté par Kogorô du temps où il était policier, sort de prison. Quelques heures plus tard, un juge d’application des peines est assassiné et le principal suspect n’est autre que l’ancien meurtrier. Kogorô refuse d’y croire. | |                                         |                                                |                       |
| 554 | Le voyage mystérieux de la cigogne – 1re partie : L'enquête de Ran                                                   | こうのとりミステリーツアー (蘭捜索編)   | Kounotori misuterī tsuā – Ran sousaku hen      | 7 novembre 2009       |
| 555 | Le voyage mystérieux de la cigogne – 2e partie : La poursuite de Haruna                                              | こうのとりミステリーツアー (陽菜追跡編) | Kounotori misuterī tsuā – Haruna tsuiseki hen  | 14 novembre 2009      |
| Pour soigner une entorse de la cheville de Conan, Kogorô et Ran emmènent le club des détectives aux sources chaudes de Kinosaki. On dit d’elles que les cigognes les utilisaient pour soigner leurs pattes cassées. Alors que Ran tente de rattraper Ayumi pour le rendre son badge, elle rencontre une jeune fille apeurée, Haruna. Cette jeune fille est portée disparue. Une enquête est lancée avec Heiji Hattori. | |                                         |                                                |                       |
| 556 | L'intersection de la peur                                                                                            | 恐怖の交差点                            | Kyoufu no kousaten                             | 21 novembre 2009      |
| Kogorô, Ran et Conan sont en balade en voiture lorsque survient un terrible accident de la route au niveau d’une intersection. En principe, c’est le phénomène de collision qui serait la cause, mais dans les faits, aussi bien Conan que Kogorô y voit un homicide délibéré. | |                                         |                                                |                       |
| 557 | Un couple dangereux (files : 680-681/tome : 65)                                                                      | 危険な二人連れ                          | Kiken na futari zure                           | 28 novembre 2009      |
| Ai et le professeur Agasa font de l'auto-stop après que la voiture de ce dernier soit tombée en panne. Conan propose de leur envoyer Subaru pour qu'il les aide mais Ai refuse. Ils sont finalement pris par un couple qui, malgré leur gentillesse, tiennent des propos inquiétants. Ai s'inquiète qu'ils ne soient des malfrats dangereux, mais les apparences peuvent être trompeuses. | |                                         |                                                |                       |
| 558 | La Maison de la Mort et le Mur Rouge – L'invitation (files : 682-686/tomes : 65-66)                                  | 死亡の館、赤い壁 (三顧の礼)             | Shibou no Yakata, Akai Kabe – Sanko no rei     | 5 décembre 2009       |
| Les officiers Yui Uehara et Kansuke Yamato de la police de Nagano, sont venus à Tokyo pour rendre visite à l'agence Môri. Une mystérieuse enquête leur résiste et ils aimeraient l'aide de Kogorô, même si Yamato a l'air de porter une attention particulière à Conan. Une fois sur le lieu de l'affaire, ils font la rencontre de l'agent Koumei, rival de l'officier Yamato. Un homme a été retrouvé mort, enfermé dans une pièce. Le cadavre était assis sur une chaise clouée au sol et fixait un mur entièrement recouvert de peinture rouge. Conan va mener l'enquête, épaulé par les deux stratèges. | |                                         |                                                |                       |
| 559 | La Maison de la Mort et le Mur Rouge – Un objet dans la main (files : 682-686/tomes : 65-66)                         | 死亡の館、赤い壁 (掌中の物)             | Shibou no Yakata, Akai Kabe – Shouchuu no mono | 12 décembre 2009      |
| 560 | La Maison de la Mort et le Mur Rouge – La mort de Koumei (files : 682-686/tomes : 65-66)                             | 死亡の館、赤い壁 (死せる孔明)           | Shibou no Yakata, Akai Kabe – Shiseru Koumei   | 19 décembre 2009      |
| 561 | La Maison de la Mort et le Mur Rouge – Le piège de la salle vide (files : 682-686/tomes : 65-66)                     | 死亡の館、赤い壁 (空城の計)             | Shibou no Yakata, Akai Kabe – Kūjō no kei      | 26 décembre 2009      |